# Marcus Hurtig
Marcus Hurtig, född 25 augusti 1990 i Luleå, är en svensk före detta professionell ishockeyspelare. Hans moderklubb är Antnäs BK.
Marcus är son till den tidigare professionella ishockeyspelaren Lars Hurtig.